# Axel Boberg
Bror Axel Edvin Boberg, född 21 september 1876 i Anderslövs församling, Malmöhus län, död 24 maj 1946 i Malmö Sankt Pauli församling, Malmöhus län, var en svensk organist och tonsättare.

## Biografi
Boberg studerade vid musikkonservatoriet i Stockholm 1893–1897 och avlade organistexamen 1895 samt kyrkosångar- och musiklärarexamina 1896. Han studerade violin för Fridolf Book 1895–1897, kontrapunkt för Joseph Dente 1896–1897 samt komposition och instrumentering för Otto Malling i Köpenhamn 1897–1898. Boberg var musiklärare vid Malmö realskola 1903–1939, vid högre allmänna läroverket 1904–1939 samt organist och kantor i Sankt Pauli kyrka i Malmö 1909 och i Sankt Petri kyrka i Malmö 1911–1941.
Boberg höll föreläsningar om folkmusik från 1911 och blev domkapitelombud vid organist- och kyrkosångarexamina i Lunds stift 1913. Från och med 1908 företog han resor i Sverige för att studera och tillvarata folkmusik. Av hans kompositioner kan nämnas "Adventkantat" (1906) och "Kantat vid Malmö Sankt Petri kyrkas 600-årsjubileum" (1919). Han komponerade klockspelet "Timlåt" i Stockholms stadshus och arrangerade dess "Örjanslåt" 1922.